# Liste der Monuments historiques in Champigny-lès-Langres
Die Liste der Monuments historiques in Champigny-lès-Langres führt die Monuments historiques in der französischen Gemeinde Champigny-lès-Langres auf.

## Liste der Immobilien
| Bezeichnung         | Beschreibung                                               | Standort                  | Kennzeichnung | Schutzstatus | Datum | Bild           |
| ------------------- | ---------------------------------------------------------- | ------------------------- | ------------- | ------------ | ----- | -------------- |
| Kirche St-Sébastien | aus dem 13. Jahrhundert, Turm im 17. Jahrhundert befestigt | Ruelle de l’Église (Lage) | PA00078992    | Inscrit      | 1926  | weitere Bilder |
| Wegekreuz           | aus dem 14. Jahrhundert                                    | Rue Pierre-Durand (Lage)  | PA00078991    | Inscrit      | 1927  | weitere Bilder |

## Liste der Objekte
| Bezeichnung                                  | Beschreibung                                                            | Standort                          | Kennzeichnung | Schutzstatus | Datum | Bild |
| -------------------------------------------- | ----------------------------------------------------------------------- | --------------------------------- | ------------- | ------------ | ----- | ---- |
| Zwölf-Apostel-Retabel                        | Kalkstein, 16. Jahrhundert                                              | in der Kirche St-Sébastien (Lage) | PM52000230    | Classé       | 1974  |      |
| Skulpturenfragment Zwei Füße auf einer Kugel | Stein, zweites Jahrhundert n. Chr.                                      | in der Mairie (Lage)              | PM52001442    | Classé       | 2000  |      |
| Hauptaltar                                   | mit Schnitzretabel; Holz, farbig gefasst und vergoldet, 18. Jahrhundert | in der Kirche St-Sébastien (Lage) | PM52000226    | Classé       | 1903  |      |
| Skulptur Heiliger Sebastian                  | Holz, farbig gefasst, 18. Jahrhundert                                   | in der Kirche St-Sébastien (Lage) | PM52000227    | Classé       | 1965  |      |
| Skulptur Heiliger Mamas                      | Holz, farbig gefasst und vergoldet, 18. Jahrhundert                     | in der Kirche St-Sébastien (Lage) | PM52000229    | Classé       | 1965  |      |
| Skulptur Schutzengel                         | Holz, farbig gefasst und vergoldet, 18. Jahrhundert                     | in der Kirche St-Sébastien (Lage) | PM52000228    | Classé       | 1965  |      |
| Skulptur Victoria                            | Torso; Stein, zweites Jahrhundert n. Chr.                               | in der Mairie (Lage)              | PM52001441    | Classé       | 2000  |      |
| Kelch                                        | Silber, vergoldet, bezeichnet 1771                                      | in der Kirche St-Sébastien (Lage) | PM52001333    | Classé       | 1991  |      |